# Jordy Schelfhout
Jordy Schelfhout (19 januari 2001) is een Belgisch voetballer die als doelman speelt.

## Carrière
In juli 2020 ondertekende hij zijn eerste profcontract bij KV Oostende. Op 26 oktober 2021 maakte hij zijn officiële debuut in het eerste elftal van de club: in de bekerwedstrijd tegen CS Onhaye (8-1-winst) kreeg hij een basisplaats. Drie dagen na de bekerderby tegen KV Kortrijk, die Oostende met 1-0 verloor ondanks een gestopte penalty van Schelfhout in de vierde minuut, kreeg hij een basisplaats in de competitiewedstrijd tegen KAS Eupen (2-1-winst). In april 2022 werd zijn aflopende contract met een jaar verlengd. In het seizoen 2022/23, waarin KV Oostende naar Eerste klasse B degradeerde, speelde hij geen seconde. Na afloop van het seizoen liep zijn contract bij de kustclub af.

## Clubstatistieken
| Seizoen         | Club            | Land            | Competitie      | Competitie | Competitie | Beker | Beker | Supercup | Supercup | Europees | Europees | Totaal | Totaal |
| Seizoen         | Club            | Land            | Competitie      | Wed.       | Dlp.       | Wed.  | Dlp.  | Wed.     | Dlp.     | Wed.     | Dlp.     | Wed.   | Dlp.   |
| --------------- | --------------- | --------------- | --------------- | ---------- | ---------- | ----- | ----- | -------- | -------- | -------- | -------- | ------ | ------ |
| 2021/22         | KV Oostende     | Vlag van België | Eerste klasse A | 1          | 0          | 2     | 0     | —        | —        | —        | —        | 3      | 0      |
| 2022/23         | KV Oostende     | Vlag van België | Eerste klasse A | 0          | 0          | 0     | 0     | —        | —        | —        | —        | 0      | 0      |
| Carrière totaal | Carrière totaal | Carrière totaal | Carrière totaal | 1          | 0          | 2     | 0     | 0        | 0        | 0        | 0        | 3      | 0      |

Bijgewerkt op 12 juli 2023.